# KANUKOKA
KANUKOKA (grønlandsk: Kalaallit Nunaanni Kommunit Kattuffiannit, dansk: De Grønlandske Kommuners Landsforening) var en sammenslutning af grønlandske kommuner fra 1972 til 2018. Navnet er et akronym, som består af de to første bogstaver fra hvert af de fire ord, som sammenslutningens grønlandske navn består af.
Formålet med organisationen var at fremme samarbejdet mellem de grønlandske kommuner. Organisationen havde sit hovedkontor i Nuuk.
Organisationen forhandlede tidligere - på vegne af kommunerne - løn-, ansættelses- og pensionsvilkår for kommunalt ansatte med selvstyret. Derudover bistod organisationen kommunerne med konsulentydelser.

## Historie
KANUKOKA blev oprettet den 24. juli 1972 for at styrke det kommunale selvstyre og påvirke opgavefordelingen mellem det daværende hjemmestyre og kommuner.
Ved oprettelsen var der 18 kommuner i Grønland, som i forbindelse med den grønlandske struktur- og opgavereform blev sammenlagt til fire storkommuner pr. 1. januar 2009.
I 2014 besluttede landets største kommune målt på indbyggertal - Sermersooq - at forlade organisationen med virkning fra 1. januar 2016. Efter delingen af kommunen Qaasuitsup i 2018, blev der sået tvivl om de to nye kommuner - Avannaata og Qeqertalik - ville søge medlemskab i organisationen.
KANUKOKA nedlagde sig selv i 2017 med virkning fra den 31. juli 2018.